# Semiothisa siennata
Semiothisa siennata är en fjärilsart som beskrevs av W. Warren 1899. Semiothisa siennata ingår i släktet Semiothisa och familjen mätare. Inga underarter finns listade i Catalogue of Life.